# Roma (otok)
Roma je otočić u otočju Maddalena, u Tirenskom moru, na sjeveroistoku Sardinije. Nalazi se u neposrednoj blizini otoka Santo Stefano, oko 100 metara od njegove zapadne obale. 
Administrativno pripada općini La Maddalena i nalazi se unutar Nacionalnog parka otočja Maddalena.

## Vanjske poveznice
|  | Zajednički poslužitelj ima još gradiva o temi Roma (otok) |